# Eoloir Jarnknesson
Eoloir Jarnknesson (nórdico antiguo: Halldór o Heløri; irlandés: Eoloir mac Ergní) fue un caudillo hiberno-nórdico que presuntamente gobernó escasos meses el reino de Dublín tras el asesinato del anterior monarca vikingo Mac Auisle en el año 883. Eoloir era hijo de un vikingo apodado Járnkné (rodilla de hierro). Se ha intentado identificar a Eoloir con Ottir Iarla, pero no hay base ni justificación histórica fiable.